# 清仁乡
清仁乡，是中华人民共和国四川省雅安市芦山县曾经下辖的一个乡。2019年12月，撤销清仁乡，所属行政区域划归芦阳街道管辖。

## 行政区划
清仁乡撤销前下辖以下地区：
仁加村、大同村、芦溪村、同盟村、横溪村和大板村。